# Phú Vĩnh
Phú Vĩnh là một xã cũ thuộc thị xã Tân Châu, tỉnh An Giang, Việt Nam.

## Địa lý
Xã Phú Vĩnh có vị trí địa lý:
- Phía đông giáp phường Long Phú
- Phía tây giáp xã Lê Chánh
- Phía nam giáp huyện Phú Tân
- Phía bắc giáp xã Long An.

Xã có diện tích 14,56 km², dân số năm 2019 là 9.178 người, mật độ dân số đạt 603 người/km².

## Hành chính
Xã Phú Vĩnh được chia thành 4 ấp: Phú Yên A, Phú Yên B, Phú Bình, Phú Hưng.

## Lịch sử
Sau năm 1975, Phú Vĩnh là một xã thuộc huyện Phú Châu.
Ngày 25 tháng 4 năm 1979, Hội đồng Chính phủ ban hành Quyết định 181-CP. Theo đó, sáp nhập một phần ấp Phú An B, ấp Phú Hưng và ấp Phú Hữu của xã Phú Vĩnh vào xã Tân An.
Ngày 12 tháng 1 năm 1984, Hội đồng Bộ trưởng ban hành Quyết định số 8-HĐBT. Theo đó, tách ấp Vĩnh Thạnh của xã Châu Phong và ấp Phú Hữu của xã Phú Vĩnh để thành lập xã Lê Chánh.
Ngày 13 tháng 11 năm 1991, huyện Phú Châu được chia lại thành hai huyện An Phú và Tân Châu, xã Phú Vĩnh thuộc huyện Tân Châu.
Ngày 24 tháng 8 năm 2009, Chính phủ ban hành Nghị quyết số 40/NQ-CP. Theo đó, điều chỉnh 319 ha diện tích tự nhiên và 455 người của xã Phú Vĩnh về xã Phú Long thuộc huyện Phú Tân quản lý; đồng thời chuyển huyện Tân Châu thành thị xã Tân Châu.
Sau khi điều chỉnh, xã Phú Vĩnh còn lại 1.452 ha diện tích tự nhiên và 12.466 người.